# Remo nos Jogos Olímpicos de Verão de 2012 - Skiff quádruplo feminino

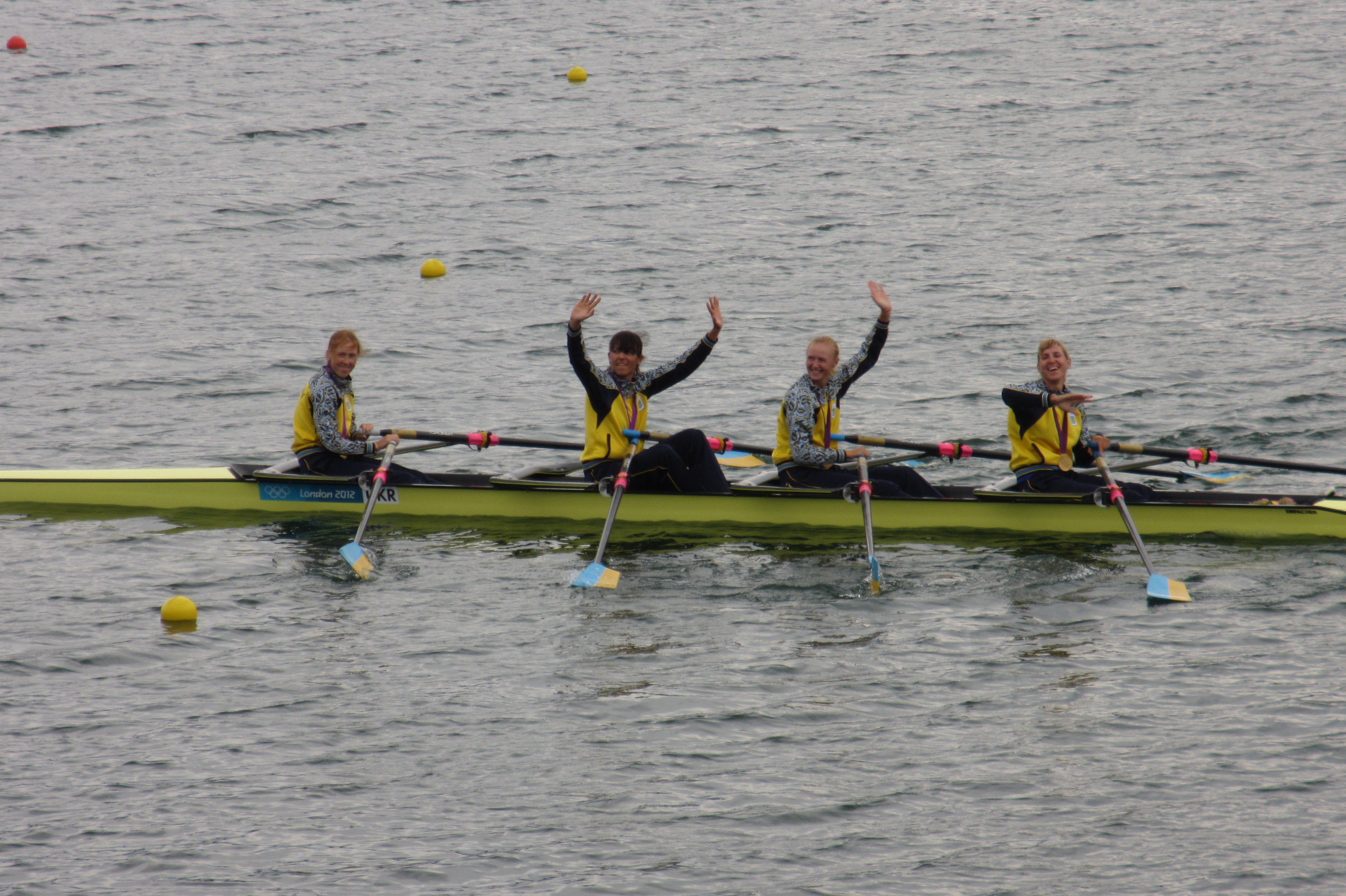
Equipe da Ucrânia conquistou a medalha de ouro.

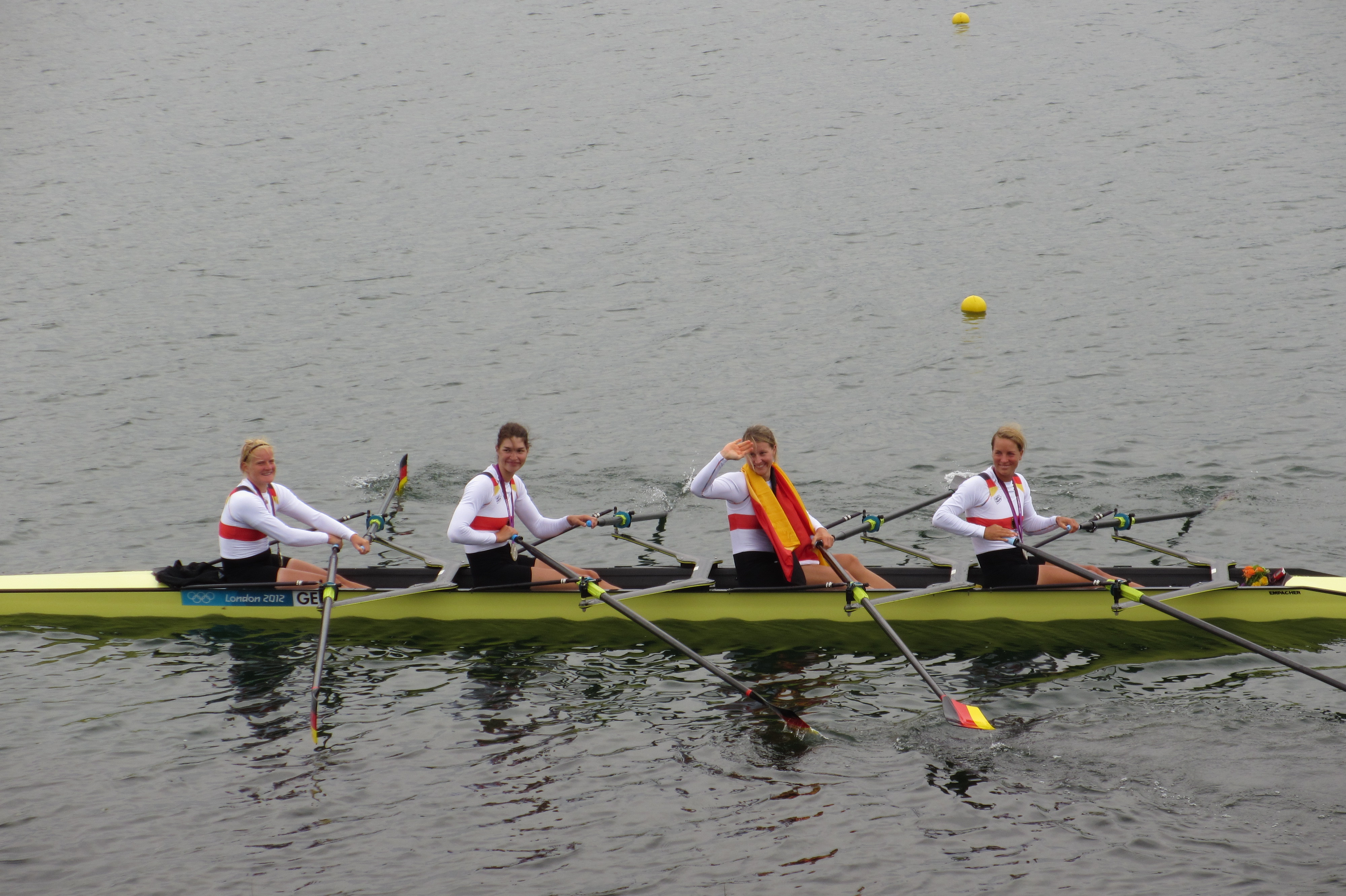
Quarteto alemão obteve a medalha de prata.

As competições de remo nos Jogos Olímpicos de Verão de 2012 na modalidade skiff quádruplo feminino foram disputadas entre os dias 28 de julho e 3 de agosto no Lago Dorney em Londres.

## Medalhistas
|  | UKR Ucrânia                                                                |  | GER Alemanha                                             |  | USA Estados Unidos                                      |
|  | Kateryna Tarasenko Nataliya Dovgodko Anastasiia Kozhenkova Yana Dementieva |  | Annekatrin Thiele Carina Bär Julia Richter Britta Oppelt |  | Natalie Dell Kara Kohler Megan Kalmoe Adrienne Martelli |

## Resultados
- Regras de qualificação: 1->F, 5..->R

### Eliminatórias

#### Eliminatória 1
| Pos. | Atletas                                                          | Equipe             | Tempo   | Notas |
| ---- | ---------------------------------------------------------------- | ------------------ | ------- | ----- |
| 1    | Annekatrin Thiele Carina Bär Julia Richter Britta Oppelt         | GER Alemanha       | 6:13.62 | Q     |
| 2    | Natalie Dell Kara Kohler Megan Kalmoe Adrienne Martelli          | USA Estados Unidos | 6:15.76 | R     |
| 3    | Kamila Soćko Joanna Leszczyńska Sylwia Lewandowska Natalia Madaj | POL Polônia        | 6:21.44 | R     |
| 4    | Tang Bin Tian Liang Jin Ziwei Zhang Yangyang                     | CHN China          | 6:24.32 | R     |

#### Eliminatória 2
| Pos. | Atletas                                                                    | Equipe            | Tempo   | Notas |
| ---- | -------------------------------------------------------------------------- | ----------------- | ------- | ----- |
| 1    | Kateryna Tarasenko Nataliya Dovgodko Anastasiia Kozhenkova Yana Dementieva | UKR Ucrânia       | 6:14.82 | Q     |
| 2    | Dana Faletic Kerry Hore Pauline Frasca Amy Clay                            | AUS Austrália     | 6:17.52 | R     |
| 3    | Sarah Gray Louise Trappitt Fiona Bourke Eve MacFarlane                     | NZL Nova Zelândia | 6:20.22 | R     |
| 4    | Wilson Debbie Flood Frances Houghton Beth Rodford                          | GBR Grã-Bretanha  | 6:20.71 | R     |

### Repescagem
| Pos. | Atletas                                                          | Equipe             | Tempo   | Notas      |
| ---- | ---------------------------------------------------------------- | ------------------ | ------- | ---------- |
| 1    | Dana Faletic Kerry Hore Pauline Frasca Amy Clay                  | AUS Austrália      | 6:18.80 | Q          |
| 2    | Natalie Dell Kara Kohler Megan Kalmoe Adrienne Martelli          | USA Estados Unidos | 6:19.49 | Q          |
| 3    | Melanie Wilson Debbie Flood Frances Houghton Beth Rodford        | GBR Grã-Bretanha   | 6:21.65 | Q          |
| 4    | Tang Bin Tian Liang Jin Ziwei Zhang Yangyang                     | CHN China          | 6:21.98 | Q          |
| 5    | Kamila Soćko Joanna Leszczyńska Sylwia Lewandowska Natalia Madaj | POL Polônia        | 6:23.19 |            |
| 6    | Sarah Gray Louise Trappitt Fiona Bourke Eve MacFarlane           | NZL Nova Zelândia  | 6:48.71 | "Acidente" |

### Finais

#### Final B
| Pos | Atletas                                                          | Equipe            | Tempo   | Notas |
| --- | ---------------------------------------------------------------- | ----------------- | ------- | ----- |
| 1   | Sarah Gray Louise Trappitt Fiona Bourke Eve MacFarlane           | NZL Nova Zelândia | 6:56.46 |       |
| 2   | Kamila Soćko Joanna Leszczyńska Sylwia Lewandowska Natalia Madaj | POL Polônia       | 6:57.20 |       |

#### Final A
| Pos               | Atletas                                                                    | Equipe             | Tempo   | Notas |
| ----------------- | -------------------------------------------------------------------------- | ------------------ | ------- | ----- |
| Medalha de ouro   | Kateryna Tarasenko Nataliya Dovgodko Anastasiia Kozhenkova Yana Dementieva | UKR Ucrânia        | 6:35.93 |       |
| Medalha de prata  | Annekatrin Thiele Carina Bär Julia Richter Britta Oppelt                   | GER Alemanha       | 6:38.09 |       |
| Medalha de bronze | Natalie Dell Kara Kohler Megan Kalmoe Adrienne Martelli                    | USA Estados Unidos | 6:40.63 |       |
| 4                 | Dana Faletic Kerry Hore Pauline Frasca Amy Clay                            | AUS Austrália      | 6:41.67 |       |
| 5                 | Tang Bin Tian Liang Jin Ziwei Zhang Yangyang                               | CHN China          | 6:44.19 |       |
| 6                 | Melanie Wilson Debbie Flood Frances Houghton Beth Rodford                  | GBR Grã-Bretanha   | 6:51.54 |       |

Legenda
| Recorde mundial      | Recorde mundial (World record)               |                       | Recorde africano                      | Recorde africano (African) |                                           | Q | Classificado por posição (Qualified) |
| Recorde olímpico     | Recorde olímpico (Olympic record)            | Recorde da América    | Recorde da América (Americas)         | q                          | Classificado por melhor tempo (Qualified) |   |                                      |
| Melhor marca do ano  | Melhor marca do ano (World leading)          | Recorde asiático      | Recorde asiático (Asian)              | DNS                        | Não largou (Did not start)                |   |                                      |
| Recorde nacional     | Recorde nacional (National record)           | Recorde europeu       | Recorde europeu (European)            | DNF                        | Não terminou (Did not finish)             |   |                                      |
| Recorde pessoal      | Recorde pessoal do atleta (Personal best)    | Recorde da Oceania    | Recorde da Oceania (Oceania)          | DSQ / DQ                   | Desclassificado (Disqualified)            |   |                                      |
| Recorde da temporada | Recorde da temporada do atleta (Season best) | Recorde sul-americano | Recorde sul-americano (South America) | NM                         | Sem marca (No mark)                       |   |                                      |

### Remo
| S | Classificado(a) para as semifinais |    |                        | FA | Final A (disputa de medalhas) |  |  | FD | Final D (sem medalhas) |
| Q | Classificado(a) para as quartas    | FB | Final B (sem medalhas) | FE | Final E (sem medalhas)        |  |  |    |                        |
| R | Classificado(a) para a repescagem  | FC | Final C (sem medalhas) | FF | Final F (sem medalhas)        |  |  |    |                        |